# An-10
An-10 (ros. Aн-10) „Ukraina” – radziecki czterosilnikowy turbośmigłowy samolot pasażerski i transportowy.

## Historia
An-10 został zaprojektowany z myślą o lotnictwie cywilnym, ale zakładano możliwość wykorzystania wojskowego poprzez wymianę części ogonowej kadłuba. Prototyp nazwany „Ukraina” został oblatany 7 marca 1957 roku. Jednak problemy ze statecznością opóźniły wejście samolotu do służby i pierwsze egzemplarze seryjne trafiły do Aerofłotu w roku 1959.
W 1958 zaprezentowano wersję An-10A, która zabierała na pokład 100 pasażerów.
Do zawieszenia produkcji w 1960 zbudowano ogółem 112 egzemplarzy An-10 w różnych wersjach.
Samoloty zostały wycofane z użycia po katastrofie An-10 w dniu 18 maja 1972 roku. Samolot rozbił się w wyniku zmęczenia materiału.

## Wersje
- An-10 – podstawowa wersja, produkowana od 1959, 85 miejsc pasażerskich
- An-10A – wersja ze 100 miejscami dla pasażerów
- An-10KP – wersja powietrznego stanowiska dowodzenia
- An-10B – wersja ze 132 miejscami dla pasażerów
- An-10AS – wersja transportowa
- An-10W – projekt wersji dla 174 (na odcinku 1600 km) lub 128 (3000 km) pasażerów
- An-10TS – wersja wojskowa

## Użytkownicy
Jedyną linią lotniczą, która używała An-10, był Aeroflot.